# Наполеон (Огайо)
Наполеон (англ. Napoleon) — город и окружной центр округа Генри, штат Огайо США у реки Моми; высота над уровнем моря — 207 метров.
Четыре здания города внесены в Национальный реестр исторических мест США: окружное здание суда, дом шерифа и тюрьма, Первая Пресвитерианская церковь и католическая церковь Святого Августина.
По данным на 2005—2009 год в городе проживало 7920 человек, в том числе 3748 мужчин и 4172 женщины, средний возраст составлял 39,5 лет; 93,5% жителей - белые американцы, 69,3 % жителей были трудоспособного возраста.